# Хитберген
Хитберген (њем. Hittbergen) општина је у њемачкој савезној држави Доња Саксонија. Једно је од 43 општинска средишта округа Линебург. Према процјени из 2010. у општини је живјело 888 становника. Посједује регионалну шифру (AGS) 3355018.

## Географски и демографски подаци
Хитберген се налази у савезној држави Доња Саксонија у округу Линебург. Општина се налази на надморској висини од 5 метара. Површина општине износи 14,6 km². У самом мјесту је, према процјени из 2010. године, живјело 888 становника. Просјечна густина становништва износи 61 становника/km².

## Међународна сарадња
| Мјесто | Држава | Врста сарадње | Од    |
| ------ | ------ | ------------- | ----- |
|        | Финска | контакт       | 2000. |
| Извор  |        |               |       |